# Ajaraneola
Genre
Ajaraneola est un genre d'araignées aranéomorphes de la famille des Salticidae.

## Distribution
Les espèces de ce genre se rencontrent au Nigeria et en Ouganda.

## Liste des espèces
Selon World Spider Catalog (version 22.0, 02/02/2021) :
- Ajaraneola mastigophora Wesołowska & Russell-Smith, 2011
- Ajaraneola pajakwandy Szűts & Maddison, 2021

## Publication originale
- Wesołowska & Russell-Smith, 2011 : « Jumping spiders (Araneae: Salticidae) from Southern Nigeria. » Annales Zoologici, Warsaw, vol. 61, no 3, p. 553-619.